# Francisco Covarrubias
Pour les articles homonymes, voir Covarrubias (homonymie).
Francisco Covarrubias, né le 5 octobre 1775 à La Havane et mort le 22 juin 1850 dans la même ville, est un acteur et dramaturge cubain, auteur d'une vingtaine de pièces et considéré comme le « père du théâtre national cubain ».
Avec Covarrubias apparaît la représentation – satirique – du Noir (negrito) sur scène, toujours interprété par un Blanc. Premier acteur cubain à se noircir le visage avec du liège brûlé pour interpréter ce rôle, il crée aussi d'autres personnages stéréotypés, tels que le gallego (l'Espagnol) ou le guajiro (le paysan).